# Андронова, Татьяна Михайловна
Татьяна Михайловна Андронова (род. 26 августа 1939 года, Орехово-Зуево) — советский и российский биохимик, кандидат химических наук, старший научный сотрудник лаборатории химии пептидов Института биоорганической химии имени М. М. Шемякина и Ю. А. Овчинникова РАН, лауреат премии Правительства Российской Федерации в области науки и техники (1996).

## Биография
Родилась 26 августа 1939 года в Орехово-Зуево. Отец — Михаил Александрович Андронов, к.х.н., руководил научно-исследовательской лабораторией в ЦНИВТИ.
В 1968 году окончила химический факультет Московского государственного университета и стала сотрудником лаборатории химии пептидов в институте биоорганической химии РАН.
В 1981 году защитила диссертацию на соискание учёной степени кандидата химических наук на тему «Гликопептиды — фрагменты клеточных стенок бактерий и их аналоги. Структура, синтез и биологические свойства».
Проработала в ИБХ РАН около 50 лет.

## Научная деятельность
Развивая научные исследования Эдгара Ледерера, в 1974 году выделившего активный адъювантный компонент микобактерии — мурамилдипептид, в 1976 году в Институте биоорганической химии АН СССР в лаборатории академика В. Т. Иванова группой учёных под руководством Т. М. Андроновой был разработан оригинальный способ синтеза глюкозаминилмурамилдипептида (ГМДП) — синтетический препарат, аналогичный гликопептиду, главному компоненту клеточной стенки всех бактерий, в том числе микрофлоры кишечника человека; показана его высокая биологическая активность при отсутствии канцерогенных свойств.
В 1993—1998 годах группой учёных под руководством Т. М. Андроновой был разработан промышленный метод получения ГМДП, а также создана и клинически испытана лекарственная форма препарата — таблетки Ликопид. За его разработку и создание биотехнологического производства, в 1996 году Т. М. Андронова вместе с коллегами была удостоена премии Правительства Российской Федерации в области науки и техники.
В 1996 году была создана научно-производственная фармацевтическая компания «Пептек», которую Т. М. Андронова возглавляла до 2010 года.
С 2015 года под научным руководством Т. М. Андроновой ведётся разработка нового лекарственного препарата класса мурамилдипептидов для применения в противоопухолевой терапии.
Автор более 200 научных работ и 11 изобретений. Индекс Хирша по публикациям в РИНЦ — 19.
Вместе с Р. М. Хаитовым, Б. В. Пинегиным, В. В. Яздовским, А. М. Борисовой и Н. В. Хорошиловой, Т. М. Андронова разработала методические рекомендации «Иммунотерапевтические возможности применения Ликопида у больных с вторичными иммунодефицитными состояниями», опубликованные Минздравом РФ в 1999 году.

## Основные научные публикации
- Андронова Т. М., Ростовцева Л. И., Добрушкина Е. П. О структуре противоопухолевого гликопептида из клеточной стенки Lactobacillus bulgaricus. // Биоорганическая химия. 1980. Т. 6. № 12. С. 1830—1840.
- Ростовцева Л. И., Андронова Т. М., Малькова В. П. Синтез и противоопухолевое действие гликопептидов, содержащих N-ацетилглюкозаминил-(β1-4)-N-ацетилмурамил-дисахаридное звено. // Биоорганическая химия. 1981. Т. 7. № 12. С. 1843—1858.
- Andronova Т. М., Ivanov V. T. The structure and immunomodulating function of glucosaminylmuramyl peptides. // Sov. Medical Review D. Immunology 4: 1-63, 1991.
- Bomford R., Stapleton M., Winsor S., McKnight A., Andronova T. The Control of the Antibody Isotype Response to Recombinant Human Immunodeficiency Virus gp120 Antigen by Adjuvants. // AIDS Research and Human Retroviruses. 1992. Т. 8. № 10. С. 1765—1771.
- Хаитов Р. М., Пинегин Б. В., Бутаков А. А., Андронова Т. М., Буланова Е. Г., Будагян В. А. Иммунотерапия инфекционных послеоперационных осложнений с помощью нового иммуностимулятора гликопина. // Иммунология. 1994. № 2. С. 47.
- Иванов В. Т., Хаитов Р. М., Андронова Т. М., Пинегин Б. В. Ликопид (глюкозаминилмурамилдипептид) — новый отечественный высокоэффективный иммуномодулятор для лечения и профилактики заболеваний, связанных со вторичной иммунологической недостаточностью. // Иммунология. 1996. № 2. С. 4.
- Vinnitskii L.I., Buniatian K.A., Pinegin B.V., Mironova E.V., Shvets L.I., Volkov A.A., Inviiaeva E.V., Andronova T.M., Khaitov R.M. Domestic immunomodulator of a new generation, Licopid, in the comprehensive therapy and prevention of infectious complications in surgery. // Вестник Российской академии медицинских наук. 1997. С. 46.
- Хаитов Р. М., Пинегин Б. В., Андронова Т. М. Отечественные иммунотропные лекарственные средства последнего поколения и стратегия их применения. // Лечащий врач. 1998. № 4. С. 46.
- Пинегин Б. В., Андронова Т. М. Некоторые теоретические и практические вопросы клинического применения иммуномодулятора ликопида. // Иммунология. 1998. № 4. С. 60.
- Meshcheryakova E., Makarov E., Andronova T., Ivanov V., Philpott D. Evidence for correlation between the intensities of adjuvant effects and NOD2 activation by monomeric, dimeric and lipophylic derivatives of N-acetylglucosaminyl-N-acetylmuramyl peptides. // Vaccine. 2007. Т. 25. № 23. С. 4515—4520.
- Пинегин Б. Ф., Андронова Т. М., Карсонова М. И. Препараты мурамилдипептидового ряда — иммунотропные лекарственные средства нового поколения. // International Journal on Immunorehabilitation. 1997. № 6. С. 27.

## Награды
- 1996 — Премия Правительства Российской Федерации в области науки и техники — за разработку и создание биотехнологического производства ликопида — нового иммунокорригирующего лекарственного препарата[13]
- 2016 — «100 лучших изобретений России» — за создание ГМДП-А[14]
- 2019 — Почётная грамота Минпромторга РФ — за большой вклад в развитие промышленности, многолетний добросовестный труд, и в связи с юбилейной датой со дня рождения[15]